# Харитоновское болото (Миасский городской округ)
Харитоновское болото (Харитоновская слань) — болото в Миасском городском округе (Челябинская область, Россия). Находится к востоку от горы Варгановой, северо-западнее Мохового болота.

## Описание
Харитоновское болото расположено на правом берегу реки Куштумги, к востоку от горы Варгановой. Длина болота — свыше 5 км, ширина — до 1,2 км. Жители ближайшего к болоту поселка Северные Печи называют его Харитоновская слань.